# (33662) Tacescu
1999 JW91 (asteroide 33662) é um asteroide da cintura principal. Possui uma excentricidade de 0.10354290 e uma inclinação de 7.03784º.
Este asteroide foi descoberto no dia 12 de maio de 1999 por LINEAR em Socorro.